# Vastitas Borealis

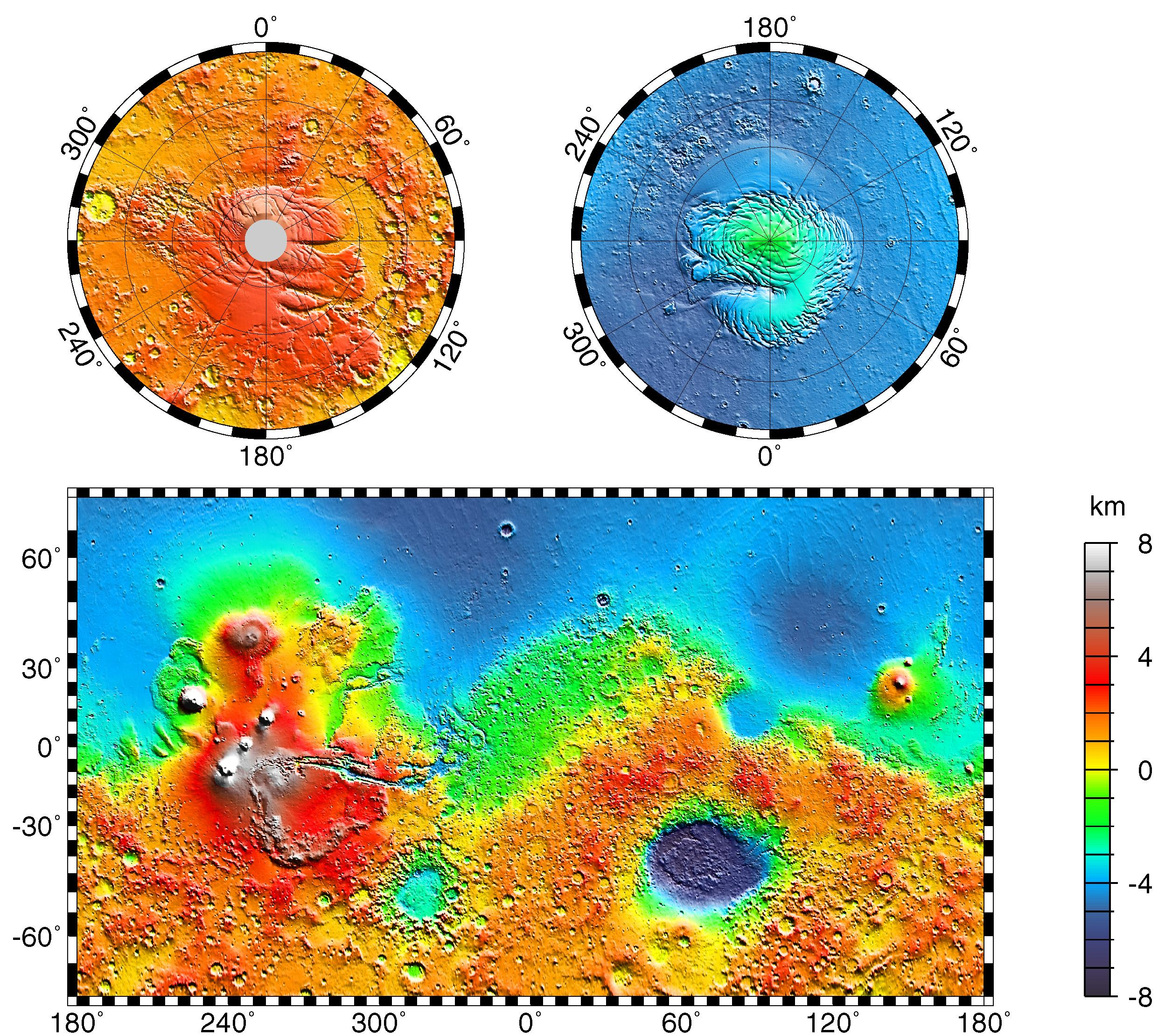
Vastitas Borealis is het uitgestrekte laagland aan de bovenkant van deze topografische (hoogte)kaart.

Vastitas Borealis (vastitas, Latijn, uitgestrekt laagland; borealis, Latijn, noordelijk) is het grootste laagland van Mars, gelegen op noordelijke breedte rond de noordpool tot ongeveer 50° N. Het gebied wordt ook aangeduid als Noordelijk laagland en het bodemniveau ligt 4–5 km onder de gemiddelde straal van de planeet. Aangrenzend ligt Planum Boreum op 88° N, 15° O.

## Bekkens
In Vastitas Borealis liggen twee bekkens: het Noordpoolbekken en Utopia Planitia. Mogelijk lag er ooit een oceaan in de bekkens waarvan een zuidkust is gesuggereerd. Tegenwoordig liggen er ruggen, lage heuvels en hier en daar een krater. Vastitas Borealis is aanmerkelijk minder geaccidenteerd dan gelijksoortige gebieden in het zuiden.

## IJs
In 2005 werd met Mars Express van European Space Agency waterijs gevonden in een krater in Vastitas Borealis, waar de omstandigheden ijs toelaten. Het kwam aan het oppervlak nadat bovenliggend kooldioxide-ijs wegsmolt aan het begin van de zomer op het Noordelijk halfrond. Men neemt aan dat ijs hier het hele Marsjaar blijft liggen.

## Phoenix
Begin augustus 2007 lanceerde de NASA de sonde Phoenix die op 25 mei 2008 is geland in Vastitas Borealis, aan het begin van de zomer op Mars. De sonde die op een plaats blijft, gaat bodemmonsters verzamelen en analyseren om op water te onderzoeken en te kijken of de planeet ooit leven toestond. Phoenix blijft werken tot hij naar verwacht zal bevriezen drie maanden later.

## Verwijzingen
1. ↑  Water ice in crater at Martian north pole. European Space Agency. Geraadpleegd op 4 augustus 2007.
2. ↑  Probe aiming to land on Mars ice. Discovery Channel. Geraadpleegd op 4 augustus 2007.